# Catemeralidade

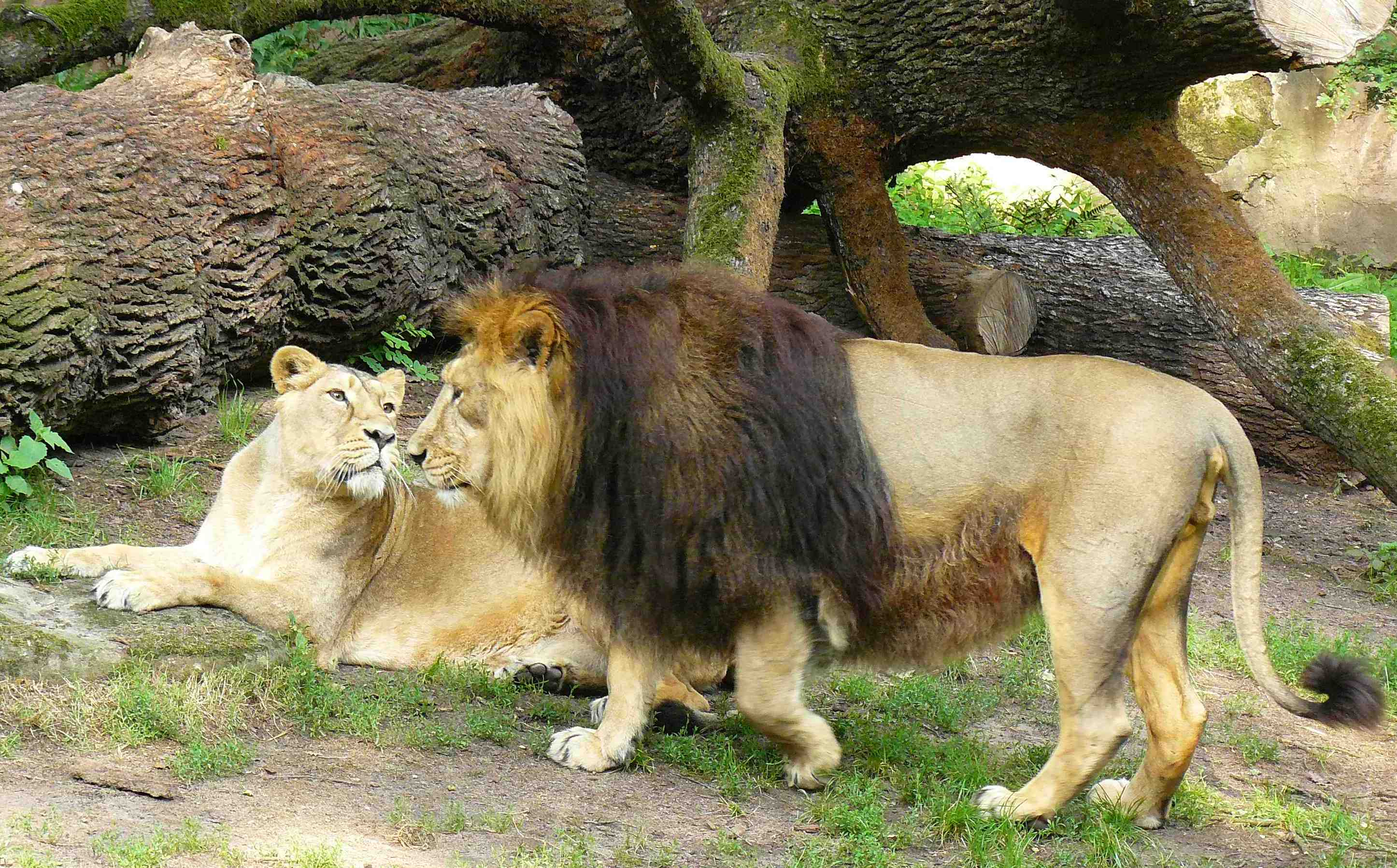
O leão é um felino catemeral.

A catemeralidade é um padrão de atividade de um organismo que possui intervalos irregulares durante o dia ou a noite para realizar seus meios de subsistência, como adquirir alimentos, socializar com outros organismos e outras atividades necessárias. Ela se difere do padrão monofásico (dormir uma vez ao dia) das espécies noturnas e diurnas, uma vez que espécies catemerais são polifásicas (dormir de quatro a seis vezes por dia) e distribuem o sono ao longo do ciclo de 24 horas.
Apesar de as definições tradicionais de comportamento noturno, diurno e crepuscular serem úteis para a compreensão geral de como os animais se comportam, muitas espécies não se encaixam perfeitamente em nenhuma dessas categorias. Isso ocorre porque a atividade animal é influenciada por uma variedade de fatores, incluindo disponibilidade de alimentos, predação e variação da temperatura. Embora a catemeralidade não seja tão comum quanto a atividade diurna ou noturna, ela é observada em uma ampla variedade de animais mamíferos, incluindo leões, coiotes e lêmures.
O comportamento catemeral pode também variar sazonalmente ao longo do ano, alternando entre comportamentos predominantemente noturnos e predominantemente diurnos. Como exemplo, temos a catemeralidade sazonal do lêmure mangusto (Eulemur mongoz), que muda de predominantemente diurna para predominantemente noturna ao longo do ciclo anual. Já os lêmures marrons comuns (Eulemur fulvus) comportam-se de forma a mudar sazonalmente da atividade diurna para a catemeralidade.
À medida que pesquisas sobre catemeralidade são feitas, muitos fatores que influenciam sob a razão de um animal comportar-se de forma catemeral foram identificados. Tais fatores incluem variação de recursos no ambiente, qualidade da comida, fotoperiodismo, luminosidade noturna, temperatura, evitação de predadores e restrições de energia.

## Etimologia
Em manuscrito original "Padrões de atividade do lêmure de Mayotte, Lemur fulvus mayottensis", Ian Tattersall introduziu o termo catemeralidade para descrever um padrão de atividade observado que não se encaixava em diurno ou noturno. Apesar do termo catemeral ter sido proposto, foi inicialmente ditado como um jargão desnecessário e então o termo diel foi usado na versão publicada. Em 1987, Tattersall cunhou uma definição formal de catemeral, usando as raízes da Grécia Antiga.
A palavra catemeral é composta de dois termos gregos: κᾰτᾰ́ (katá), "durante", e ἡμέρᾱ (hēmérā) "dia". O termo, portanto, significa "durante o dia", onde "dia" refere-se ao ciclo de 24 horas. Tattersall credita seu pai, Arthur Tattersall, e Robert Ireland, dois classicistas, por considerarem tal questão léxica e proporem sua solução.

## Influências na catemeralidade

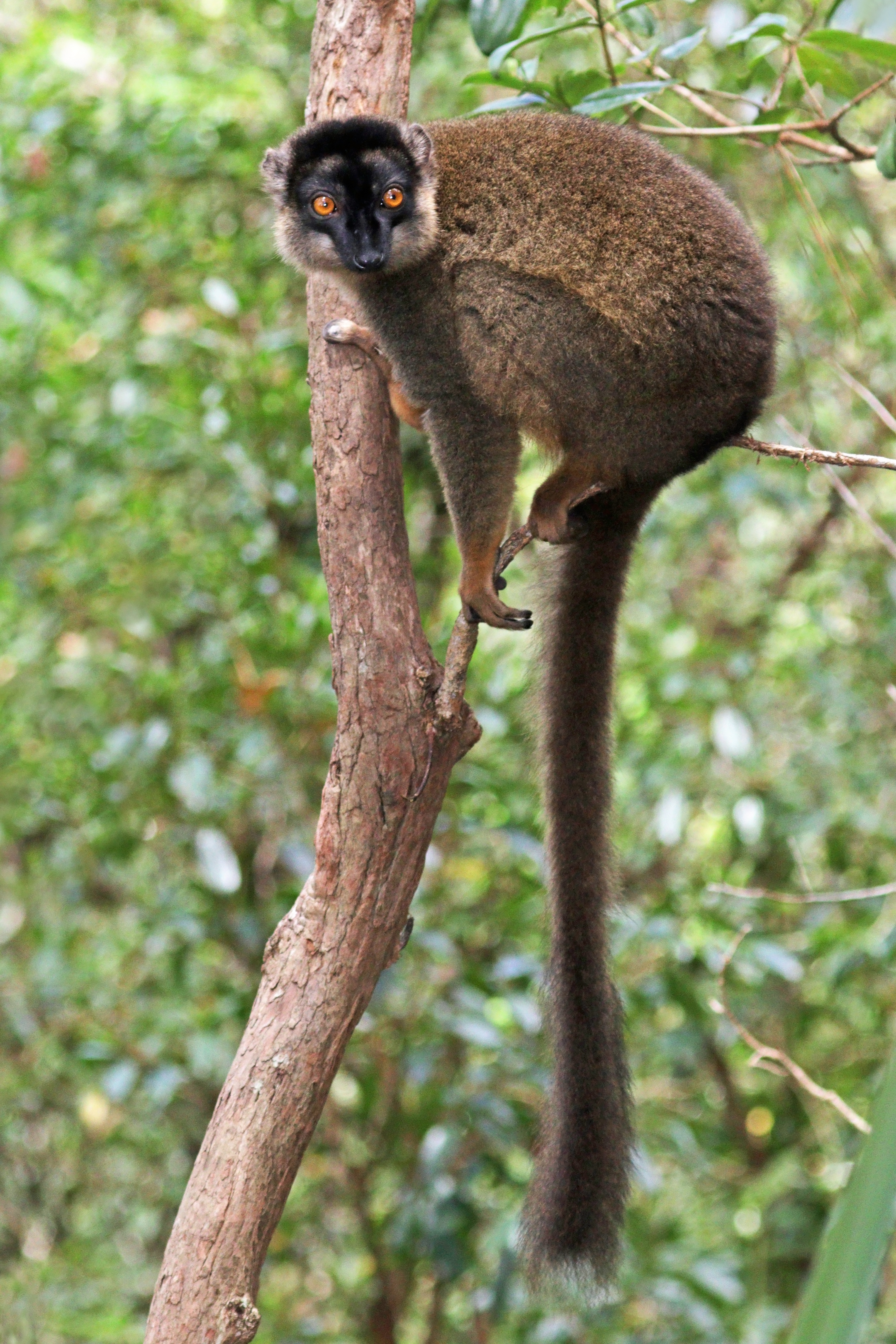
Um lêmure marrom comum, um primata catemeral

### Fatores Ambientais
O fotoperiodismo é um fator que influencia fortemente na distribuição da atividade durante o dia.  Quando há um aumento nas horas de sol e um atraso do pôr-do-sol, a atividade da tarde começa mais cedo, o que acarreta no aumento da quantidade de atividade diurna. Em contraste, quando há uma diminuição nas horas de sol e adiantamento do pôr-do-sol, a atividade da tarde começa mais tarde, o que acarreta no aumento de atividade noturna.
Luminosidade noturna influencia o padrão anual de ritmos de atividade e afeta ambos comportamentos diurnos e noturnos. Foi notado que a luminosidade noturna se correlaciona com a quantidade de atividade noturna e é contrária à quantidade de atividade diurna. Dessa forma, a distribuição de atividade de um animal pode ser dependente da presença da lua e a fração da lua iluminada em relação aos horários de pôr-do-sol e nascer do sol.

### Termorregulação
É dito que o processo de termorregulação é uma resposta adaptativa que permite aos animais catemerais minimizar o impacto termorregulatório e os custos da manutenção da homeostase da temperatura do organismo. Uma comparação entre a atividade diurna e temperatura ambiente mostra que indivíduos catemerais têm menor atividade durante os períodos mais quentes do dia e maior atividade no período noturno, assim tendo uma diminuição da atividade diurna durante as estações quentes e úmidas. Como exemplo, os cangurus cinzentos orientais (Macropus giganteus) passam as horas mais quentes do dia na sombra para reduzir o estresse térmico, e por consequência aumentam sua atividade noturna. 

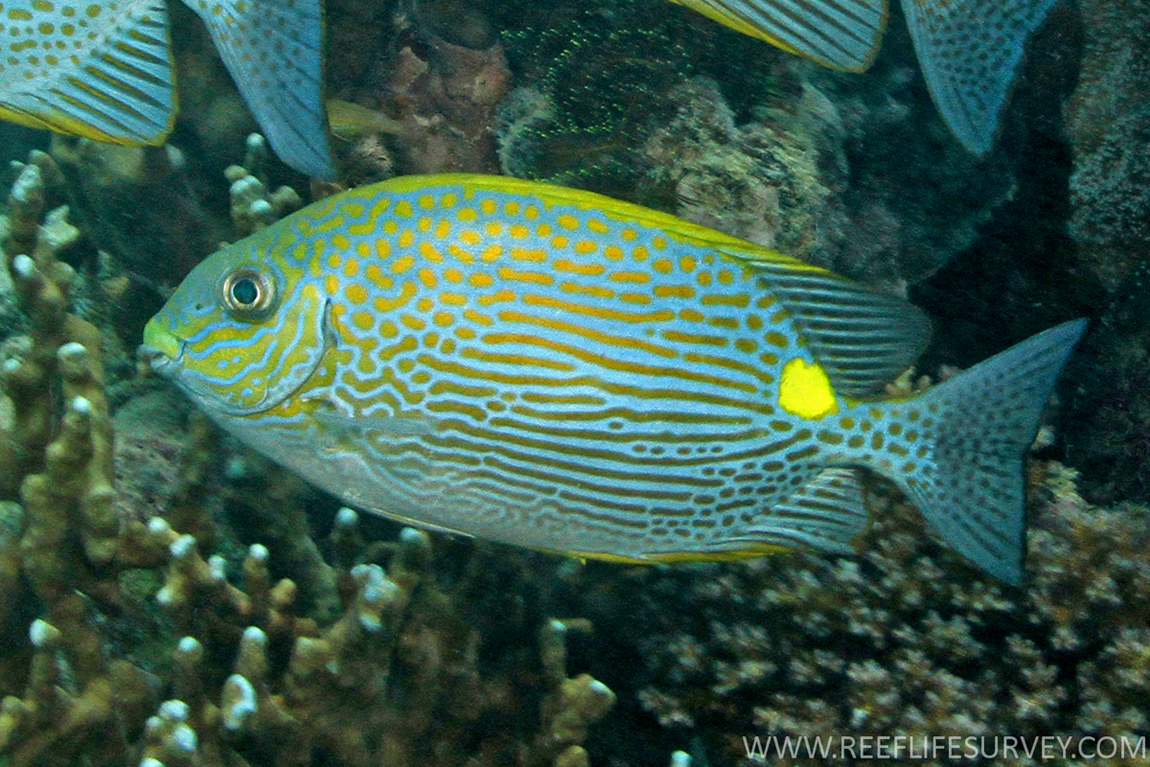
Espinhaços-de-linhas-douradas exibem comportamento catemeral para evitar predadores

### Esquiva de predadores
Tem-se a hipótese de que animais catemerais alternam seu padrão de atividade durante o período de 24 horas como um mecanismo para evitar predadores. Como exemplo, lêmures estão expostos a uma grande quantidade de predação, como aves de rapina, quando estão em atividade diurna. Assim, como uma estratégia para diminuir o risco de predação, os lêmures limitam a quantidade de atividade diurna.  Efeitos do mascaramento da predação também foram observados em um peixe de recife tropical, o espinhaço-de-linhas-douradas (Siganus lineatus), que muda sua atividade baseada no risco de predação em ambientes específicos. Outras hipóteses sugerem que a catemeralidade fornece um padrão de atividade imprevisível aos predadores, tornando o indivíduo catemeral uma "incógnita temporária". Isso proporciona ao indivíduo catemeral uma vantagem, visto que seus predadores são incapazes de prever seus padrões de atividades devido a irregularidade e flexibilidade de seu horário.

### Restrições energéticas
Foi observado que o tamanho corporal está correlacionado com o comportamento catemeral.  A catemeralidade habilita animais a procurar alimentos em qualquer período das 24 horas do dia para maximizar sua energia e a ingestão de nutrientes. Isso implica na oportunidade de comer até o dobro de espécies diurnas ou noturnas. Como animais maiores possuem maior necessidade de energia, eles tendem a passar mais tempo procurando alimentos do que animais menores, e comportam-se de forma catemeral como resultado.  Em contraste, um tamanho corporal pequeno causa uma aceleração da taxa metabólica que também pode contribuir para atividade catemeral como tentativa de melhorar a procura por alimentos, como já visto em musaranhos e ratazanas. 

## Evolução da catemeralidade
A hipótese do desequilíbrio evolutivo sugere que a catemeralidade é um resultado da diversificação de padrões de atividade específicos, e vista como um estado de transição entre o comportamento noturno e o comportamento diurno.  Por exemplo, diz-se que o primata ancestral era noturno, mas em algum momento pode ter demonstrado flexibilidade em seus padrões de atividade, o que facilitaria a evolução da catemeralidade. Essa hipótese é apoiada pela abordagem comparativa da morfologia de visão em primatas. Os primatas noturnos possuem sistemas de visão que eram, primariamente, dependentes da sensibilidade à luz em detrimento da qualidade da acuidade. Primatas noturnos também possuem área de córnea maior e melhores fotoreceptores em comparação a sistemas de visão de primatas diurnos. Primatas catemerais possuem um sistema de visão intermediário entre primatas diurnos e noturnos, o que implica numa acomodação evolutiva que proporcionou às espécies noturnas uma oportunidade de atividade diurna, quando esta é vantajosa.